# Monumento a la Fragua de Vulcano
El monumento a la Fragua de Vulcano es un monumento de la ciudad de Guayaquil en el Ecuador. Se encuentra ubicada en la plaza de la Administración, entre el Palacio Municipal de la ciudad y la Universidad de las Artes (antiguo edificio sede de la Gobernación del Guayas). El monumento conmemora la célebre reunión de patriotas que complotaron en favor de la independencia de Guayaquil que se desarrolló el 1 de octubre de 1820, denominada como «la Fragua de Vulcano».
Consiste de un conjunto escultórico dividido en tres partes principales: la parte principal que consta de la figura del prócer don José Joaquín de Olmedo en medio de la escena, mientras que los otros dos elementos se encuentran a los lados conteniendo a las figuras de los otros personajes asistentes a la Fragua de Vulcano, como Luis Urdaneta, León de Febres Cordero, José de Villamil, José de Antepara, Miguel de Letamendi, Gregorio Escobedo, Antonio Elizalde, Luis Fernando Vivero, Lorenzo de Garaycoa, Rafael Ximena, Francisco de Paula Lavayen, entre otros. Los tres elementos forman un óvalo en el suelo de la plaza, en donde figura el escudo de la ciudad en dorado.
El monumento fue obra del artista español Víctor Ochoa y fue inaugurado el 25 de julio de 2005.